# Justin Mottier
Justin Mottier (né le 14 septembre 1993 à Saint-Georges-Buttavent) est un coureur cycliste français, professionnel entre 2018 et 2020.

## Biographie

### Carrière chez les amateurs
Justin Mottier rejoint, pour la saison 2016 le VC Pays de Loudéac dans le but de passer professionnel. Auteur d'un bon début de saison, il s'impose notamment sur le Circuit du Morbihan, La Castelbriantaise ou encore sur la 1re étape de la Boucle de l'Artois. Ces résultats lui permettent d'être sélectionné en équipe de France pour le Grand Prix de Plumelec-Morbihan en compagnie de son coéquipier Erwann Corbel. Il se classe 91e de l'épreuve remportée par Samuel Dumoulin. En août, la formation Fortuneo-Vital Concept le choisit en tant que stagiaire. Lors de son stage, il participe au Tour de l'Utah et termine hors-délais lors de la deuxième étape de l'épreuve. Mottier participe ensuite à plusieurs épreuves en Belgique, le Grand Prix Jef Scherens, le Grand Prix de la ville de Zottegem, l'Eurométropole Tour et Binche-Chimay-Binche où il abandonne à chaque fois.

### Carrière professionnelle
Au mois d'août 2017, il s'engage avec la nouvelle équipe continentale professionnelle Vital Concept créée par Jérôme Pineau. Il commence sa carrière professionnelle sur le GP La Marseillaise (85e), enchaînant par l’Étoile de Bessèges au service de Bryan Coquard qui y termine 3e et 2e d'étape. À titre personnel, il connaît son premier résultat probant sur la Route Adélie de Vitré où, après près de 200 kilomètres d'échappée, il monte sur la troisième marche du podium. Deux semaines plus tard, il découvre ses premières épreuves World Tour, prenant part à l'Amstel Gold Race puis à la Flèche wallonne. Au terme de la saison, il confie se sentir épuisé malgré un nombre de jours de course inférieur à celui qu'il connaissait chez les amateurs (59 contre 70 en général). Satisfait d'avoir pu effectuer une saison pleine sans coup d'arrêt ni blessure, il concède tout de même avoir touché ses limites physiques. 
Il connaît une deuxième saison chez les professionnels plus compliquée. Sur le plan personnel, il ne se distingue que lors du Circuit de Wallonie (18e) et du prologue des Boucles de la Mayenne (13e). Malheureusement, le lendemain, il est rapidement distancé lors de la première étape, disputée dans des conditions météorologiques difficiles. Plus tôt dans la saison, il est néanmoins un des artisans de la victoire de Lorrenzo Manzin sur le Tour de Bretagne. Le 27 septembre 2019, l'équipe annonce qu'elle comptera de nouveau sur le coureur mayennais pour la saison 2020. 
Sa préparation pour ce nouvel exercice ne démarre pas sous les meilleurs auspices, accidenté et victime d'une fracture de la clavicule gauche mi-décembre, il doit quitter précipitamment ses coéquipiers lors du premier rassemblement de l'équipe en Espagne à Oliva. Il commence sa saison en Malaisie où son équipe se distingue sur le Tour de Langkawi avec Quentin Pacher, 5e du général, et la Malaysian International Classic Race remportée par Johan Le Bon. De retour en France, il ne participe qu’à la Drôme Classic avant que la saison ne soit suspendue à cause de la pandémie de Covid-19. Il reprend la compétition sur le Mont Ventoux Dénivelé Challenges et ne participe qu'à cinq autres courses sur le reste de la saison, le Tour du Limousin, les championnats de France, le Tour Poitou-Charentes en Nouvelle-Aquitaine, le Tour du Doubs et Paris-Camembert, avant d'apprendre qu'il n’est pas conservé par son équipe au mois d'octobre. À 27 ans, il se retrouve sans contrat et décide de se retirer du cyclisme professionnel. Il retourne une saison en amateur au Laval Cyclisme 53.

## Palmarès
- 2012
  - Grand Prix de Saint-Georges-Buttavent
  - 2e du Grand Prix de Montfort-le-Gesnois
- 2013
  - 2e de La Suisse Vendéenne
  - 3e du Grand Prix d'Avranches
- 2014
  - 3e étape des Trois Jours de Cherbourg
  - Boucle de Villaines-la-Juhel
  - 2e du Grand Prix Le Ham
  - 2e du Prix de Genest-Saint-Isle
  - 3e du Tour de la Région du Lion d'Angers
- 2015
  - Grand Prix de Beaumont-sur-Sarthe
  - Grand Prix de Mortagne-au-Perche
  - 2e de La Castelbriantaise
  - 2e du Challenge Mayennais
  - 2e du Grand Prix Le Ham
  - 3e du Prix des Vins Nouveaux
- 2016
  - Circuit du Morbihan
  - 1re étape de la Boucle de l'Artois
  - Championnat de la Sarthe
  - La Castelbriantaise
  - 1re étape du Tour d'Eure-et-Loir
  - Tour de Rhuys
  - 2e de Redon-Redon
  - 2e du Grand Prix de Pornichet
  - 2e de Jard-Les Herbiers
  - 2e de la Ronde Mayennaise
- 2017
  - 3e étape du Saint-Brieuc Agglo Tour
  - Souvenir René-Lochet
  - 2e du Tour de Normandie
  - 3e de Paris-Évreux
  - 3e du Grand Prix Le Ham
  - 3e de la Ronde mayennaise
- 2018
  - Cyclo-cross de Vaiges
  - 3e de la Route Adélie de Vitré

## Classements mondiaux
| Année           | 2017 | 2018 |
| --------------- | ---- | ---- |
| UCI Europe Tour | 876e | 584e |